# The Microphones
The Microphones (traducido literalmente como Los micrófonos) es un grupo de rock estadounidense originario de Olympia, Washington. El proyecto estuvo activo de 1996 a 2003, con una breve reunión en 2007 y una nueva formación en 2019 y 2020.
The Microphones ha estado, en todas sus formaciones, liderado por Phil Elverum, principal compositor y productor de los álbumes de la banda. A pesar de esto, Elverum ha colaborado también con varios músicos locales en distintas grabaciones y giras. Muchas de las grabaciones de Elverum durante la primera etapa del proyecto fueron distribuidas por el sello discográfico K Records.
Desde 2003, Elverum ha grabado y actuado principalmente bajo el nombre de Mount Eerie. En junio de 2019 actuó con el nombre de The Microphones en Anacortes, Washington, y anunció el lanzamiento de un nuevo álbum para agosto de 2020 con el título de: Microphones in 2020. 

## Historia

### Primeros años
Phil Elverum se vio involucrado en la escena musical de Washington mientras trabajaba en The Business, una tienda de discos en Anacortes, su ciudad natal, a mediados de los 90. Elverum empezó a experimentar con equipos de sonido en la trastienda, lo que dio pie a que Bret Lunsford, el encargado de la tienda, lanzara dos casetes (Microphone y Wires & Cords) en su sello: KNW-YR-OWN. Elverum también tocó la batería en la banda de Lunsford, D+, antes de mudarse a Olympia en 1997 para ir a la Evergreen State College.
Durante su estancia en Olympia, Elverum llamó la atención de Calvin Johnson, dueño de K Records y músico. Después de grabar durante un tiempo en los estudios Dub Narcotic, Elverum fue capaz de completar su primer álbum de larga duración, un CD titulado Tests, el cual fue editado por Elsinor Records en 1998. Tests combinaba canciones de sus primeros lanzamientos en casete y grabaciones recientes de las sesiones en Dub Narcotic. Simultáneamente, Elverum publicó su primer sencillo de 18cm (7 pulgadas en medidas sajonas), Bass Drum Dream en Up Records.

### Etapa K Records
Poco a poco, Elverum fue ganando reconocimiento como un talentoso productor e ingeniero de sonido. Mientras ayudaba (en ocasiones de forma anónima) a muchos artistas de la zona, empezó a trabajar en su primer álbum de estudio, Don't Wake Me Up, publicado por K Records en 1999. Elverum organizó una gira a lo largo de unos pocos meses junto a Mirah, artista compañera de K Records y, exponiendo sus talentos durante la gira, fue capaz de construir un pequeño pero fiel grupo de seguidores y hacerse un hueco en la escena musical indie. Participando en otra banda de K Records, Old Time Relijun, Elverum comenzó a grabar It Was Hot, We Stayed in the Water. Lanzado en el año 2000, el álbum fue el más ambicioso de Elverum hasta el momento, incorporando ruido y armonías con guitarra y estilo Beach Boys.
El siguiente lanzamiento de Elverum, The Glow Pt. 2, fue publicado en 2001. Fue destacado por parte de la crítica debido a su producción y composición. Posiblemente su más célebre álbum, en él explora temáticas personales, rememorando amores perdidos y recuerdos de la infancia. En ocasiones triste, simple y dulce (como en la canción: I Felt Your Shape), y en ocasiones intenso y  cargado de ruido, guitarras y batería (The Moon). Pitchfork Media catalogó a The Glow Pt. 2 como uno de los mejores discos del 2001 y obtuvo el puesto número 73 en su lista de los 200 mejores álbumes de los 2000. Tiny Mix Tapes lo llamó el quinto mejor álbum de los 2000.
Tras un largo tour por Europa y Norteamérica (conocido como el Paper Opera Tour), Elverum volvió a Dub Narcotic para trabajar en el proyecto subsiguiente a The Glow Pt. 2. Publicado en 2003, Mount Eerie recibió su nombre de una montaña ubicada en la isla Fidalgo, donde Elverum pasó gran parte de su infancia. Con cinco canciones de amor, el álbum presenta un arco narrativo en el que Elverum muere, es comido por buitres y descubre el rostro del universo. Representa tanto un punto de inflexión como un periodo de entendimiento en la vida de Elverum. Al igual que su predecesor, Mount Eerie también fue aclamado por la crítica por su ambiciosa y creativa producción.

### Disolución
Elverum volvió de gira a Norteamérica y Europa en 2002, tocando principalmente shows individuales promocionados como: the "I Will Move Away Forever and Never Come Back" tour (literalmente: "me iré muy lejos para siempre y no volveré jamás") antes de instalarse en Finnkonevika, Kjerringøy, Noruega, donde pasó el invierno viviendo en una cabaña de madera. En febrero de 2003 hizo un tour por Japón junto a Calvin Johnson, Kyle Field y Moools (una banda de Tokio) que dio lugar al disco Live in Japan. El álbum fue acreditado a "The Microphones" con comillas para sugerir que Elverum estaba transitando entre proyectos musicales. Live in Japan fue publicado por K Records a principios de 2004 y para entonces Elverum ya había empezado a actuar bajo el seudónimo de Mount Eerie.

### Lanzamientos y actuaciones subsecuentes de Microphones
En enero de 2007, un único sencillo fue lanzado bajo el alias Microphones, titulado: Two Songs by the Microphones. En 2008, The Glow Pt. 2 fue reeditado por K Records con la inclusión de un disco adicional con grabaciones descartadas y rarezas. En marzo de 2011, Elverum volvió a grabar la canción I Lost My Mind para el recopilatorio Collaborate with a 1940s Wire Recorder. En 2013, los cuatro álbumes de estudio de The Microphones (además de la recopilación de sencillos Song Islands) fueron remasterizados y reeditados en el propio sello discográfico de Elverum: P.W. Elverum & Sun, Ltd. En 2016, un recopilatorio de los primeros casetes de The Microphones fue publicado como Early Tapes 1996-1998.
Elverum actuó una sola vez en Anacortes, WA, bajo el nombre The Microphones en junio de 2019, junto a D+, Black Belt Eagle Scout y Little Wings.
El 7 de agosto de 2020, Elverum publicó un nuevo álbum de Microphones: Microphones in 2020. El álbum incluye una única canción de 44 minutos y 45 segundos de duración sobre la vida de Elverum y la búsqueda del sentido.

## Estilo
Según Kyle Cochrun de PopMatters: "la banda evitaba estructuras musicales tradicionales, enterraba melodías bajo disonancia, añadía o eliminaba secciones rítmicas de forma inesperada, cubría suaves canciones de acampada con distorsión de guitarra, gustaba de un disperso campo sonoro y desarmaba cualquier impulso de avance que construían." 

## Discografía

### Álbumes de estudio
- Don't Wake Me Up (1999)
- It Was Hot, We Stayed in the Water (2000)
- The Glow Pt. 2 (2001)
- Mount Eerie (2003)
- Microphones in 2020 (2020)

### Otros álbumes, casetes y EPs
- Microphone (1997)
- Wires & Cords (1997)
- Tests (1998)
- Window (2000)
- Blood (2001)
- Little Bird Flies into a Big Black Cloud (2002)
- Song Islands (2002)
- The Singing from Mount Eerie (2003)
- The Drums from Mount Eerie (2003)
- Live in Japan (2004)
- Other Songs & Destroyed Versions (2007)
- Early Tapes 1996–1998 (2016)

### Sencillos
- Bass Drum Dream (1999)
- Feedback (Life, Love, Loop) (1999)
- Moon Moon (1999)
- I Can't Believe You Actually Died como The Microphones' Singers (2001)
- The Moon (2001)
- Lanterns/Antlers (2002)
- Don't Smoke/Get Off the Internet (2007)
- Collaborate with a 1940s Wire Recorder (2011)